# Comté de Laidley
Le comté de Laidley était une zone d'administration locale dans le sud-est du Queensland en Australie.
Le 15 mars 2008, il a fusionné avec le comté de Gatton pour former la région de Lockyer Valley.
Le comté comprenait les villes de :
- Laidley ;
- Forest Hill ;
- Glenore Grove ;
- Plainland ;
- Mulgowie ;
- Lockrose.